# Маркуис, Фредерик, 1-й граф Вултон
Фредерик Джеймс Маркуис, 1-й граф Вултон (англ. Frederick James Marquis, 1st Earl of Woolton; 23 августа 1883 — 14 декабря 1964) — английский бизнесмен и политик, который занимал пост председателя Консервативной партии с 1946 по 1955 год.
В апреле 1940 года он был назначен министром продовольствия и установил карточную систему. За это время он поддерживал импорт продуктов питания из Америки и организовал программу бесплатного школьного питания. Вегетарианский пирог Вултон был назван в честь Вултона как один из рецептов, рекомендованных британской публике из-за нехватки мяса, рыбы и молочных продуктов во время Второй мировой войны. В 1943 году Вултон был назначен министром реконструкции, планируя послевоенную Британию.

## Ранняя карьера
Лорд Вултон родился по адресу 163 West Park Street в Ордсолле, Солфорд, Ланкашир, в 1883 году. Единственный выживший ребёнок в семье шорника Томаса Роберта Маркуиса (1857—1944) и его жены Маргарет Маркуис, урожденной Ормерод (1854—1923). Получив образование в Ардвике, а затем в Манчестерской гимназии и Манчестерском университете, Вултон был активным членом Унитарной церкви. Он активно занимался социальной работой в Ливерпуле (1906—1918).
Вултон надеялся продолжить академическую карьеру в области социальных наук, но его желание было расстроено финансовым положением его семьи, и он стал учителем математики в гимназии Бернли. Он был вынужден отказаться от исследовательской стипендии по социологии в Лондонском университете, но в 1910 году был назначен научным сотрудником по экономике в Манчестерском университете, где в 1912 году получил степень магистра.
Будучи признанным негодным к военной службе, Вултон стал государственным служащим сначала в военном министерстве, затем в Совете по контролю за кожей, где служил гражданским контролером обуви. В конце войны он стал секретарем Федерации производителей обуви, присоединившись к универмагу Льюиса в Ливерпуле, где он был руководителем (1928—1951), став директором в 1928 году и председателем в 1936 году. В 1938 году он ответил на Аншлюс, объявив, что его магазины будут бойкотировать товары нацистской Германии. Несмотря на общественную поддержку, Гораций Вильсон сделал ему выговор от имени национального правительства Невилла Чемберлена за отклонение от европейской политики умиротворения .
Вултон был посвящен в рыцари в 1935 году и получил звание пэра в 1939 году за вклад в британскую промышленность. Несмотря на его желание, ему сообщили, что быть бароном Маркуисом невозможно (потому что «маркуис», или «маркиз», — это еще одна степень пэра Соединённого Королевства), поэтому он принял титул барона Вултона в честь пригорода Ливерпуля,. Вултона, в котором он жил. Впоследствии он работал в нескольких правительственных комитетах (включая комитет Кэдмана). Он отказался присоединиться к какой-либо политической партии.

## Вторая мировая война
В апреле 1940 года премьер-министр Невилл Чемберлен назначил Фредерика Вултона министром продовольствия, что стало одним из нескольких министерских назначений, не связанных с политикой. Вултон сохранял эту должность до 1943 года. Он руководил 50 000 сотрудников и более чем тысячей местных отделений, где люди могли получать продовольственные карточки. Его министерство обладало фактической монополией на все продукты питания, продаваемые в Британии, как импортные, так и местные. Его миссия заключалась в том, чтобы гарантировать каждому достаточное питание. Поскольку поставки продовольствия резко сократились из-за действий противника и потребностей служб, нормирование было крайне важно. Вултон и его советники имели в виду одну схему, но экономисты убедили их вместо этого попробовать точечное нормирование . У каждого будет определенное количество баллов в месяц, которые он сможет распределить по своему усмотрению. Экспериментальный подход к нормированию продуктов питания был признан успешным; действительно, нормирование продуктов питания стало крупным успехом в британской войне.
В конце июня 1940 года, когда возникла угроза немецкого вторжения, Вултон заверил общественность, что имеются запасы продовольствия, которых хватит «неделями и неделями», даже если корабль не сможет пройти. Он сказал, что «железные пайки» хранятся для использования только в случае крайней необходимости. Остальные пайки хранились на окраинах городов, подвергшихся немецким бомбардировкам. Когда в конце лета 1940 года начался блиц, у него было готово более 200 пунктов питания в Лондоне и других городах, подвергшихся атаке.
Вултону было поручено контролировать нормирование из-за нехватки продуктов во время войны. Он придерживался мнения, что недостаточно просто ввести ограничения, необходима также программа рекламы для их поддержки. Он предупредил, что мяса и сыра, а также бекона и яиц очень не хватает и так будет и дальше. Призывая к более простой диете, он отметил, что в ней много хлеба, картофеля, растительных масел, жиров и молока.
К январю 1941 года обычные поставки продовольствия за границу сократились вдвое. Однако к 1942 году по ленд-лизу из США и аналогичной канадской программы поступило достаточное количество продовольствия . Беспокоясь о детях, он позаботился о том, чтобы к 1942 году Британия обеспечивала бесплатным школьным питанием 650 000 детей; около 3 500 000 детей получили молоко в школе в дополнение к первоочередным товарам дома. Однако его национальный хлеб из цельнозернового черного хлеба заменил обычный белый сорт, к неудовольствию большинства хозяек. Дети узнали, что поставки сладостей были сокращены, чтобы сэкономить место для перевозки.
Лорд Вултон сдерживал цены на продукты питания, субсидируя яйца и другие продукты. Он продвигал рецепты, которые хорошо сочетались с карточной системой, в том числе «пирог Вултона», который состоял из моркови, пастернака, картофеля и репы в овсянке, с печеньем или картофельной корочкой и подавался с коричневым соусом. Деловые навыки Вултона сделали работу в Министерстве продовольствия успешной, и он заслужил большую личную популярность, несмотря на дефицит.
Он вступил в Тайный совет в 1940 году и стал членом Ордена Почетных кавалеров в 1942 году. В 1943 году Вултон вошел в военный кабинет в качестве министра реконструкции, взяв на себя трудную задачу планирования послевоенной Великобритании и в этой роли он появился на обложке журнала Time в номере от 26 марта 1945 года. В мае 1945 года он фигурировал в правительстве Уинстона Черчилля в качестве лорда-президента Совета.
В ноябре 1945 года Вултон произнес свою инаугурационную речь в качестве президента Королевского статистического общества.

## Менеджер Консервативной партии
В июле 1945 года Черчилль проиграл парламентские выборы 1945 года, и его правительство пало. На следующий день Вултон присоединился к Консервативной партии и вскоре был назначен председателем партии с задачей улучшить партийную организацию в стране и активизировать ее для будущих выборов. При Вултоне было проведено множество радикальных реформ, и когда консерваторы вернулись в правительство в 1951 году, Вултон проработал в кабинете министров следующие четыре года.
Вултон перестроил местные организации, сделав упор на членство, деньги и единый национальный пропагандистский призыв по критическим вопросам. Чтобы расширить базу потенциальных кандидатов, национальная партия предоставила кандидатам финансовую помощь и помогла местным организациям в сборе местных денег. Вултон также предложил изменить название партии на Союзную партию, а позже подчеркнул риторику, которая характеризовала оппонентов как «социалистов», а не «лейбористов». Ему приписали победу консерваторов в 1951 году, первую с 1935 года.
В мае 1950 года лорд Вултон, с одобрения Черчилля, призвал к созданию своего рода коалиции с Либеральной партией, основанной на девяти принципах, с которыми, по его словам, они согласились:
- Противодействие «чрезмерному посягательству государства на жизнь людей и процессы, в которых живет эта коммерческая нация»
- Противодействие национализации средств производства, распределения и обмена, «которая является кредо социализма»;
- Противодействие «централизации власти в Уайтхолле и ослаблению влияния местных властей»;
- Вера в «установление в рамках частного предпринимательства товарищества в промышленности, при котором все занятые в нем чины должны… участвовать в повышении урожайности, получаемой в результате больших усилий или повышения квалификации»;
- Вера в поддержание высокого и стабильного уровня занятости,
- Вера в то, что «наилучшие цели государства достигаются тогда, когда в государственном управлении наблюдается экономия и когда правительство действует, строго избегая расточительства»;
- Вера в высокие стандарты здравоохранения, жилья и образования в сочетании со свободой вероисповедания;
- Признание национального долга по поддержанию достаточных сил обороны, опасности воинствующего коммунизма и необходимости тесного экономического и политического сотрудничества с Америкой и Западной Европой;
- «Толерантность, товарищество и единство всех классов».

Либеральное руководство отвергло коалицию как коалицию, которую будут контролировать консерваторы. Лейбористская партия недавно с небольшим перевесом выиграла парламентскиее выборы 1950 года. Консерваторы без помощи либералов выиграли парламентские выборы 1951 года.
В 1953 году на церемонии коронации он стал виконтом Вултоном.
В 1956 году он был удостоен дополнительной чести, когда стал графом Вултоном с дополнительным титулом виконта Уолбертона.

## Семья
Граф Вултон был дважды женат. 10 октября 1912 года он женился первым браком на Мод Смит (? — 3 сентября 1961), дочери Томаса Смита и Огасты Мэтьюз. У супругов было двое детей:
- Леди Маргарет Джудит Маркуис (21 августа 1917 — 4 марта 1986), в 1945 году вышла замуж за майора Джона Хеле Сандеман-Аллена, четверо детей.
- Роджер Дэвид Маркуис, 2-й граф Вултон (16 июля 1922 — 7 января 1969).

19 октября 1962 года он женился вторым браком на Маргарет Элунед Томас (? — 1983), дочери Ричарда Томаса. Второй брак был бездетным.

## Смерть
Фредерик Вултон скончался 14 декабря 1964 года в своем доме Уолбертон-хаус в Арунделе, Сассекс. Его титулы перешли к его сыну Роджеру. Он похоронен в церкви Святой Марии в Уолбертоне, Сассекс.